# Ti perdo...
Ti perdo... è un album musicale di Franco Califano, pubblicato nel 1979, arrangiamenti e direzione orchestrale di Natale Massara.

## Tracce
- Ti perdo... (Franco Califano, Piero Calabrese e Romano Musumarra)
- Che faccio (Franco Califano e Marcello Marrocchi)
- Alla faccia del tuo uomo (Franco Califano e Alberto Varano)
- Amore dolce miele (Franco Califano e Marcello Marrocchi)
- La seconda (Franco Califano e Luciano Ciccaglioni)
- Amante del pensiero tuo (Franco Califano, Piero Calabrese e Romano Musumarra)
- Nun me porta' a casa (Franco Califano e Marcello Marrocchi)
- Autostop (Franco Califano e Ernest John Wright)
- L'amazzone di ieri (Franco Califano e Alberto Varano)
- Avventura con un travestito (Franco Califano e Totò Savio)